# 王麟熒
王麟熒（1864年—1898年），原名治安，字献廷，四川省龍安府彰明縣人，清朝政治人物、同進士出身。

## 生平
光緒十八年（1892年），参加光緒壬辰科殿試，登進士三甲147名。同年五月，授内阁中书。